# 光泉寺

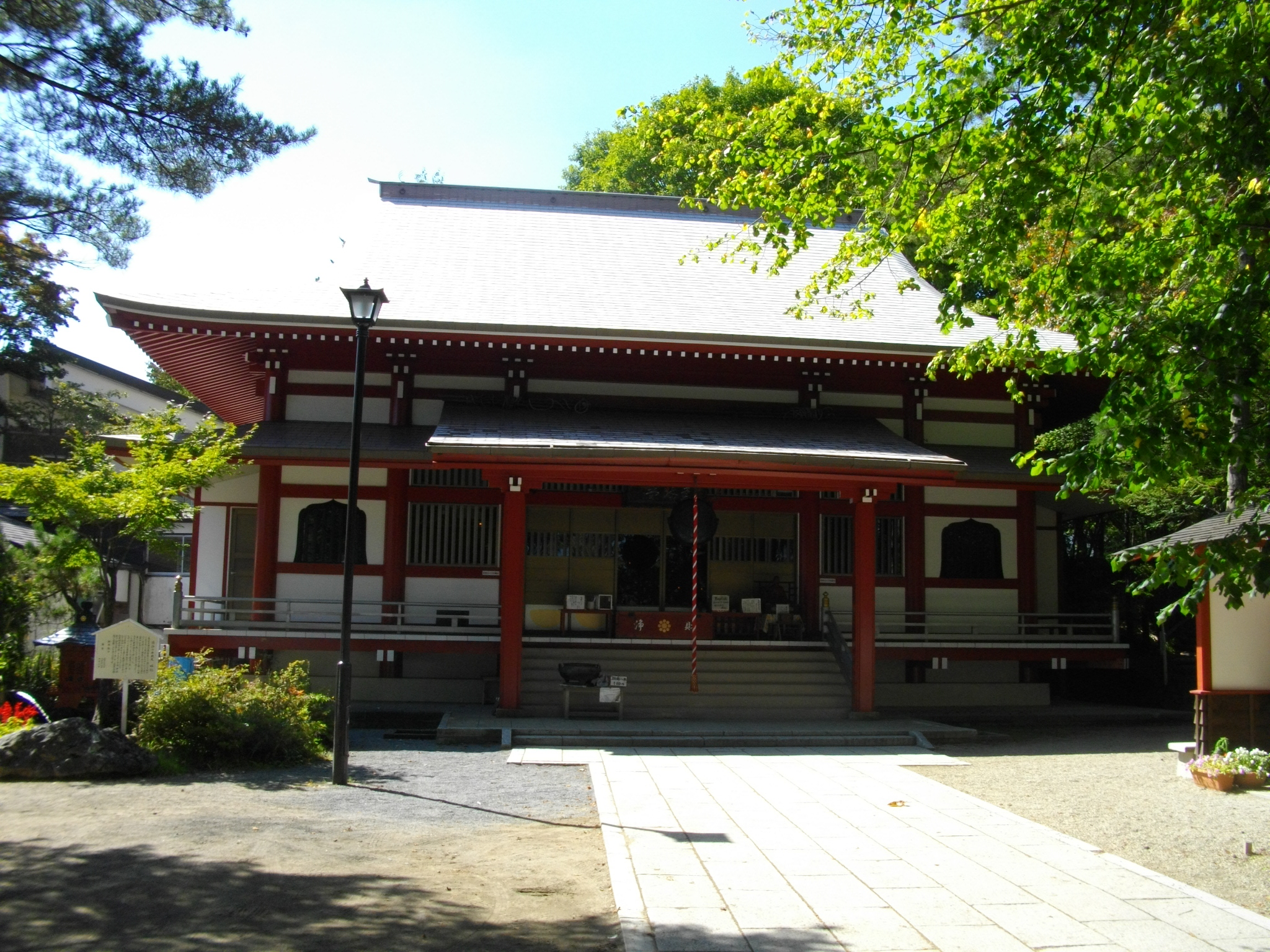
本堂

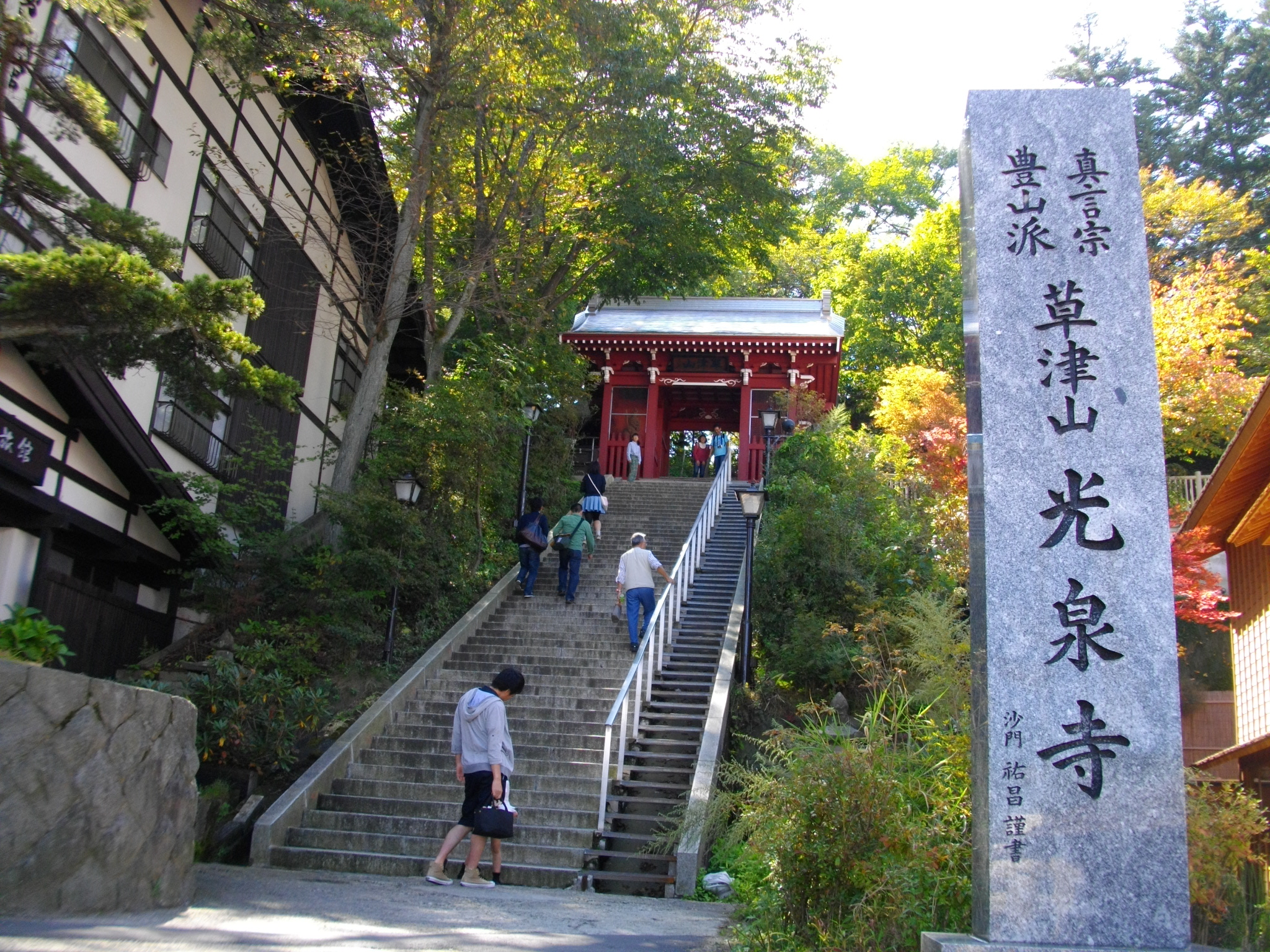
山門

光泉寺（こうせんじ）は、群馬県吾妻郡草津町にある真言宗豊山派の寺院である。山号は草津山。関東薬師霊場第四十四番札所。

## 歴史
721年、薬師堂を行基が創建した。光泉寺自体は1200年（正治2年）に当時草津を治めていた湯本氏によって白根明神の別当寺として再建されたと言う。僧職は鎌倉幕府から地頭に任じられていた。南北朝の争いでは南朝側につき僧兵を率いた。護良親王、新田義貞、楠木正成、名和長年、北畠親房らによる神札が奉納されている。その後、1481年（文明13年）には勅願寺となって後花園天皇の勅額、柏原天皇の宸翰が下賜された。戦国時代には上杉輝虎が戦った猿ヶ京合戦に参加、輝虎より感状を受けている。1703年（元禄16年）に建立された釈迦堂も現存している。
本寺は、行基創建の有馬温泉温泉寺に、山代温泉薬王院温泉寺または道後温泉石手寺か城崎温泉温泉寺（道智上人開基）の一つを合わせて「日本温泉三大薬師」と呼ばれている。
2018年12月31日、2022年12月31日 NHKゆく年くる年放送。

## 行事
- 花まつり 5月7日、8日
- 弁天様御開帳 - 5月7日・5月8日、8月16日、10月8日
- 施餓鬼 - 8月16日

## 所在地
群馬県吾妻郡草津町甲446

## 周辺
- 学校法人光泉学園 幼稚園
- 草津温泉駅
- 草津町立草津小学校
- 草津町立草津中学校
- 草津町役場
- 光泉寺護持会館
- 日本ロマンチック街道
- 湯畑
- 湯畑観光駐車場